# (13085) Borlaug
(13085) Borlaug est un astéroïde de la ceinture principale.

## Description
(13085) Borlaug est un astéroïde de la ceinture principale. Il fut découvert le 23 avril 1992 à La Silla par Eric Walter Elst. Il présente une orbite caractérisée par un demi-grand axe de 2,75 UA, une excentricité de 0,08 et une inclinaison de 0,2° par rapport à l'écliptique.

## Compléments